# Saxifraga superba
Saxifraga superba är en stenbräckeväxtart som beskrevs av Georges Rouy och Camus. Saxifraga superba ingår i Bräckesläktet som ingår i familjen stenbräckeväxter. Inga underarter finns listade i Catalogue of Life.